# FIBA Europe Cup 2023/24
Die Saison 2022/23 war die 9. Spielzeit des von der FIBA Europa ausgetragenen FIBA Europe Cup, dem Nachfolger der EuroChallenge.

## Modus
40 Mannschaften der ersten Gruppenphase traten in zehn Gruppen (A–J) mit je vier Mannschaften in einem Rundenturnier (englisch Round Robin) mit Hin- und Rückspiel gegeneinander an. Der erste jeder Gruppe sowie die 6 besten Gruppenzweiten qualifizierten sich für die zweite Gruppenphase.
In der zweiten Gruppenphase wurde in vier Gruppen mit je vier Mannschaften ein weiteres Rundenturnier mit Hin- und Rückspiel ausgetragen. Von diesen 16 Teilnehmern qualifizierten sich die acht Gruppensieger und Gruppenzweiten der zweiten Gruppenphase für das Viertelfinale, ab dem im K.-o.-System weitergespielt wurde.
Gespielt wurde im K.-o.-System, es zählte die Addition der Ergebnisse von Hin- und Rückspiel. Folgerichtig wurde daher im Hinspiel ein unentschiedenes Spielergebnis, was nur als Zwischenergebnis dient, möglich und erst ein unentschiedenes Ergebnis nach Addition beider Spielergebnisse machte im Rückspiel eine Verlängerung zur Ermittlung eines Siegers erforderlich. Dieser Modus wurde bis zu den Finalspielen zur Ermittlung des Titelgewinners durchgehalten.

## Erste Gruppenphase

### Gruppe A
| Klub                     | Sp | S | N | P+  | P-  |
| ------------------------ | -- | - | - | --- | --- |
| 1. Balkan Botewgrad      | 4  | 3 | 1 | 326 | 317 |
| 2. Sporting CP           | 4  | 2 | 2 | 345 | 338 |
| 3. Arconic-Alba Fehervar | 4  | 1 | 3 | 342 | 358 |
| 4. Bnei Herzlia          | 0  | 0 | 0 | 0   | 0   |

### Gruppe B
| Klub                    | Sp | S | N | P+  | P-  |
| ----------------------- | -- | - | - | --- | --- |
| 1. Surne Bilbao Basket  | 6  | 6 | 0 | 505 | 399 |
| 2. Anwil Wloclawek      | 6  | 3 | 3 | 469 | 409 |
| 3. Caledonia Gladiators | 6  | 3 | 3 | 431 | 475 |
| 4. BC CSU Sibiu         | 6  | 0 | 6 | 379 | 501 |

### Gruppe C
| Klub                 | Sp | S | N | P+  | P-  |
| -------------------- | -- | - | - | --- | --- |
| 1. Jonava CBet       | 6  | 4 | 2 | 542 | 504 |
| 2. Rostock Seawolves | 6  | 4 | 2 | 504 | 473 |
| 3. Petrolina AEK     | 6  | 3 | 3 | 473 | 492 |
| 4. Kauhajoen Karhu   | 6  | 1 | 5 | 494 | 544 |

### Gruppe D
| Klub                 | Sp | S | N | P+  | P-  |
| -------------------- | -- | - | - | --- | --- |
| 1. Bahçeşehir Koleji | 6  | 5 | 1 | 547 | 464 |
| 2. ERA Nymburk       | 6  | 5 | 1 | 547 | 472 |
| 3. Sabah BC          | 6  | 1 | 5 | 451 | 528 |
| 4. KK Mornar Bar     | 6  | 1 | 5 | 431 | 512 |

### Gruppe E
| Klub                   | Sp | S | N | P+  | P-  |
| ---------------------- | -- | - | - | --- | --- |
| 1. Manisa BBSK         | 6  | 5 | 1 | 478 | 435 |
| 2. FC Porto            | 6  | 4 | 2 | 501 | 468 |
| 3. Bakken Bears        | 6  | 2 | 4 | 505 | 512 |
| 4. Norrköping Dolphins | 6  | 1 | 5 | 421 | 490 |

### Gruppe F
| Klub                     | Sp | S | N | P+  | P-  |
| ------------------------ | -- | - | - | --- | --- |
| 1. Casademont Zaragoza   | 4  | 3 | 1 | 331 | 309 |
| 2. BC Kalev              | 4  | 2 | 2 | 295 | 301 |
| 3. New Basket Brindisi   | 4  | 1 | 3 | 311 | 327 |
| 4. Ironi Ness Ziona B.C. | 0  | 0 | 0 | 0   | 0   |

### Gruppe G
| Klub                        | Sp | S | N | P+  | P-  |
| --------------------------- | -- | - | - | --- | --- |
| 1. ZZ Leiden                | 4  | 3 | 1 | 287 | 273 |
| 2. BCM Gravelines Dunkerque | 4  | 2 | 2 | 294 | 248 |
| 3. KB Trepça                | 4  | 1 | 3 | 255 | 315 |
| 4. Hapoel Galil Elyon       | 0  | 0 | 0 | 0   | 0   |

### Gruppe H
| Klub                    | Sp | S | N | P+  | P-  |
| ----------------------- | -- | - | - | --- | --- |
| 1. Niners Chemnitz      | 6  | 6 | 0 | 543 | 403 |
| 2. PGE Spójnia Stargard | 6  | 3 | 3 | 476 | 505 |
| 3. KB Peja              | 6  | 2 | 4 | 495 | 560 |
| 4. Heroes Den Bosch     | 6  | 1 | 5 | 474 | 520 |

### Gruppe I
| Klub                    | Sp | S | N | P+  | P-  |
| ----------------------- | -- | - | - | --- | --- |
| 1. BG Göttingen         | 6  | 5 | 1 | 559 | 494 |
| 2. Pallacanestro Varese | 6  | 5 | 1 | 583 | 529 |
| 3. Keravnos Strovolou   | 6  | 1 | 5 | 454 | 526 |
| 4. BC TSU Tbilisi       | 6  | 1 | 5 | 472 | 519 |

### Gruppe J
| Klub                  | Sp | S | N | P+  | P-  |
| --------------------- | -- | - | - | --- | --- |
| 1. Legia Warschau     | 6  | 5 | 1 | 498 | 459 |
| 2. CSM Oradea         | 6  | 4 | 2 | 537 | 487 |
| 3. Patrioti Levice    | 6  | 2 | 4 | 449 | 480 |
| 4. Kataja Basket Club | 6  | 1 | 5 | 459 | 517 |

## Zweite Gruppenphase

### Gruppe K
| Klub                   | Sp | S | N | P+  | P-  |
| ---------------------- | -- | - | - | --- | --- |
| 1. Surne Bilbao Basket | 6  | 5 | 1 | 504 | 438 |
| 2. FC Porto            | 6  | 4 | 2 | 507 | 453 |
| 3. BG Göttingen        | 6  | 3 | 3 | 477 | 469 |
| 4. Balkan Botewgrad    | 6  | 0 | 6 | 413 | 541 |

### Gruppe L
| Klub                 | Sp | S | N | P+  | P-  |
| -------------------- | -- | - | - | --- | --- |
| 1. Bahçeşehir Koleji | 6  | 6 | 0 | 568 | 456 |
| 2. Legia Warschau    | 6  | 4 | 2 | 560 | 496 |
| 3. Sporting CP       | 6  | 2 | 4 | 518 | 542 |
| 4. Jonava CBet       | 6  | 0 | 6 | 464 | 616 |

### Gruppe M
| Klub                        | Sp | S | N | P+  | P-  |
| --------------------------- | -- | - | - | --- | --- |
| 1. ERA Nymburk              | 6  | 4 | 2 | 445 | 394 |
| 2. Casademont Zaragoza      | 6  | 4 | 2 | 472 | 445 |
| 3. BCM Gravelines Dunkerque | 6  | 3 | 3 | 442 | 460 |
| 4. Manisa BBSK              | 6  | 1 | 5 | 400 | 460 |

### Gruppe N
| Klub                    | Sp | S | N | P+  | P-  |
| ----------------------- | -- | - | - | --- | --- |
| 1. Niners Chemnitz      | 6  | 5 | 1 | 549 | 467 |
| 2. Pallacanestro Varese | 6  | 3 | 3 | 534 | 527 |
| 3. CSM Oradea           | 6  | 2 | 4 | 526 | 553 |
| 4. ZZ Leiden            | 6  | 2 | 4 | 432 | 494 |

## K.-o.-Phase
Die Spiele dieser Phase begannen am 8. März mit dem Viertelfinal-Hinspiel und endeten am 26. April 2023 mit dem Final-Rückspiel.

### Viertelfinale
Ab dem Viertelfinale wurde im K.-o.-System in Hin- und Rückspiel weitergespielt. Die Hinspiele fanden am 6. März, die Rückspiele am 3. März 2024 statt.
|                     | Gesamt  |                      | Hinspiel | Rückspiel |
| ------------------- | ------- | -------------------- | -------- | --------- |
| Surne Bilbao Basket | 145:136 | Legia Warschau       | 64:83    | 81:53     |
| Bahçeşehir Koleji   | 168:142 | FC Porto             | 80:90    | 88:52     |
| ERA Nymburk         | 141:171 | Pallacanestro Varese | 65:80    | 76:91     |
| Niners Chemnitz     | 200:150 | Casademont Zaragoza  | 98:64    | 102:86    |

### Halbfinale
Die Hinspiele fanden am 27. März, die Rückspiele am 3. April 2024 statt.
|                   | Gesamt  |                      | Hinspiel | Rückspiel |
| ----------------- | ------- | -------------------- | -------- | --------- |
| Niners Chemnitz   | 171:155 | Surne Bilbao Basket  | 98:73    | 73:82     |
| Bahçeşehir Koleji | 161:154 | Pallacanestro Varese | 80:81    | 81:73     |

### Finale
Das Hinspiel fand am 17., das Rückspiel am 24. April 2024 statt.
|                 | Gesamt  |                   | Hinspiel | Rückspiel |
| --------------- | ------- | ----------------- | -------- | --------- |
| Niners Chemnitz | 180:179 | Bahçeşehir Koleji | 85:74    | 95:105    |